# Хедозеро
Хедозеро — пресноводное озеро на территории Амбарнского сельского поселения Лоухского района Республики Карелии.

## Общие сведения
Площадь озера — 1 км². Располагается на высоте 71,4 метров над уровнем моря.
Форма озера продолговатая: оно почти на два километра вытянуто с северо-запада на юго-восток. Берега каменисто-песчаные, преимущественно заболоченные.
Через озеро течёт река без названия, впадающая с левого берега в реку Кузему, впадающую, в свою очередь, в Белое море.
В озере расположено не менее пяти небольших безымянных островов.
Населённые пункты и автодороги вблизи водоёма отсутствуют.
Код объекта в государственном водном реестре — 02020000711102000003733.